# Mistrzostwa Europy w Lekkoatletyce 1966 – bieg na 400 m przez płotki mężczyzn

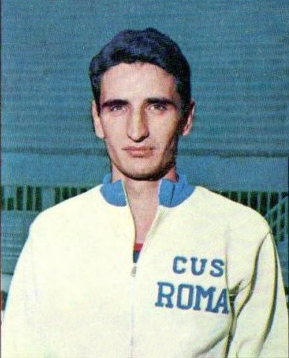
Roberto Frinolli

Bieg na dystansie 400 metrów przez płotki mężczyzn był jedną z konkurencji rozgrywanych podczas VIII Mistrzostw Europy w Budapeszcie. Biegi eliminacyjne zostały rozegrane 31 sierpnia, biegi półfinałowe 1 września, a bieg finałowy 2 września 1966 roku. Zwycięzcą tej konkurencji został reprezentant Włoch Roberto Frinolli. W rywalizacji wzięło udział dwudziestu trzech zawodników z czternastu reprezentacji.

## Rekordy
| Rekord świata     | Rex Cawley (USA)       | 49,1 | Los Angeles, USA    | 13.09.1964 |
| Rekord Europy     | Salvatore Morale (ITA) | 49,2 | Belgrad, Jugosławia | 14.09.1962 |
| Rekord mistrzostw | Salvatore Morale (ITA) | 49,2 | Belgrad, Jugosławia | 14.09.1962 |

## Wyniki

### Eliminacje
Bieg 1
| Miejsce | Zawodnik          | Czas | Uwagi |
| ------- | ----------------- | ---- | ----- |
| 1       | Gerd Loßdörfer    | 52,0 | Q     |
| 2       | Alain Hébrard     | 52,1 | Q     |
| 3       | Helmut Haid       | 52,8 | Q     |
| 4       | John Sherwood     | 54,2 | Q     |
| 5       | Cengiz Akıncı     | 55,0 |       |
| 6       | Vincenc Kacagjeli | 55,8 |       |

Bieg 2
| Miejsce | Zawodnik          | Czas | Uwagi |
| ------- | ----------------- | ---- | ----- |
| 1       | Roberto Frinolli  | 51,0 | Q     |
| 2       | Jean-Jacques Behm | 52,2 | Q     |
| 3       | Bertil Wistam     | 52,3 | Q     |
| 4       | Robin Woodland    | 52,7 | Q     |
| 5       | Gerhard Hennige   | 54,6 |       |

Bieg 3
| Miejsce | Zawodnik         | Czas | Uwagi |
| ------- | ---------------- | ---- | ----- |
| 1       | Horst Gieseler   | 51,1 | Q     |
| 2       | Wasyl Anisimow   | 51,8 | Q     |
| 3       | Stanisław Gubiec | 52,1 | Q     |
| 4       | Peter Warden     | 52,4 | Q     |
| 5       | John Skjelvaag   | 52,6 |       |
| 6       | Ferenc Oros      | 53,4 |       |

Bieg 4
| Miejsce | Zawodnik         | Czas | Uwagi |
| ------- | ---------------- | ---- | ----- |
| 1       | Robert Poirier   | 51,3 | Q     |
| 2       | Jaakko Tuominen  | 51,6 | Q     |
| 3       | Edvīns Zāģeris   | 52,1 | Q     |
| 4       | Wilfried Geeroms | 52,4 | Q     |
| 5       | Leif Librand     | 52,6 |       |
| 6       | Luigi Carrozza   | 52,9 |       |

### Półfinały
Półfinał 1
| Miejsce | Zawodnik         | Czas | Uwagi |
| ------- | ---------------- | ---- | ----- |
| 1       | Roberto Frinolli | 50,3 | Q     |
| 2       | Alain Hébrard    | 50,7 | Q     |
| 3       | Gerd Loßdörfer   | 50,7 | Q     |
| 4       | Jaakko Tuominen  | 50,9 | Q     |
| 5       | Bertil Wistam    | 52,1 |       |
| 6       | Robin Woodland   | 52,3 |       |
| 7       | Edvīns Zāģeris   | 52,3 |       |
| 8       | Helmut Haid      | 53,6 |       |

Półfinał 2
| Miejsce | Zawodnik          | Czas | Uwagi |
| ------- | ----------------- | ---- | ----- |
| 1       | Horst Gieseler    | 50,5 | Q     |
| 2       | Robert Poirier    | 50,6 | Q     |
| 3       | Wasyl Anisimow    | 50,7 | Q     |
| 4       | Jean-Jacques Behm | 50,7 | Q     |
| 5       | John Sherwood     | 50,7 |       |
| 6       | Wilfried Geeroms  | 51,0 |       |
| 7       | Stanisław Gubiec  | 51,7 |       |
| 8       | Peter Warden      | 53,4 |       |

### Finał
| Miejsce | Zawodnik          | Czas |
| ------- | ----------------- | ---- |
| 1       | Roberto Frinolli  | 49,8 |
| 2       | Gerd Loßdörfer    | 50,3 |
| 3       | Robert Poirier    | 50,5 |
| 4       | Wasyl Anisimow    | 50,5 |
| 5       | Jaakko Tuominen   | 50,9 |
| 6       | Horst Gieseler    | 51,2 |
| 7       | Jean-Jacques Behm | 51,3 |
| 8       | Alain Hébrard     | 52,9 |